# Астанков, Алексей Фёдорович
Алексей Фёдорович Астанков (17 февраля 1925, с. Верхняя Матрёнка, Воронежская губерния — 25 мая 1985) — председатель колхоза имени Фрунзе Добринского района Липецкой области. Герой Социалистического Труда (1966).

## Биография
Родился 17 февраля 1925 в селе Верхняя Матренка (ныне Добринского района Липецкой области) в многодетной крестьянской семье.
В 1941 году 16-летней Астанков заменил не вернувшегося с фронта отца для своих малолетних шестерых братьев и сестер и начать трудиться. Работал сначала бригадиром полеводческой бригады, затем счетоводом артели, а с 1946 года — главным бухгалтером МТС. В 1958 году стал секретарем парткома колхоза имени Фрунзе, а в конце 1958 года был избран председателем этого колхоза. Ему досталось хозяйство площадью свыше 10 тысяч гектаров и в которое входило шесть сёл с несколькими тысячами жителей.
В 1960 году, в 35 лет экстерном сдал экзамены за школьную 10-летку и поступил на заочное отделение агрономического факультета Воронежского сельскохозяйственного института, который окончил в 1964 году.
Под его руководством была осуществлена концентрация и специализация производства, коренное улучшение земель, введены научно обоснованные севообороты, внедрены новые сорта зерновых и технических культур, параллельно шла подготовка кадров. В результате повысилась урожайность выращиваемых культур и продуктивность животноводства, хозяйство получило миллионные прибыли. Это позволило вложить полученные средства в строительство и приобретение техники. Колхоз имел уже 85 тракторов, 60 автомобилей, свыше 50 зерновых и свеклоуборочных комбайнов, много другой современной техники. Треть тружеников хозяйства стали механизаторами. Был построен свиноводческий комплекс с годовым производством мяса в 20 тысяч центнеров с кормоцехами, заводом по производству витаминной муки, складами, ветлечебницей и котельной.
Занимался строительством социальных объектов села. Было построено новое здание правления колхоза, дом культуры, больница, детский комбинат, столовая, десятки жилых домов и здание средней школы, вокруг которой по центру села был разбит парк. Асфальтированные дороги соединили Верхнюю Матренку с райцентром и соседними селами, был проложен водопровод, заменены электросети, началась газификация личных домов.
Указом Президиума Верховного Совета СССР от 23 июня 1966 года за успехи, достигнутые в увеличении производства и заготовок пшеницы, ржи, гречихи, риса, других зерновых и кормовых культур и высокопроизводительном использовании техники, председателю колхоза имени Фрунзе Астанкову Алексею Фёдоровичу присвоено звание Героя Социалистического Труда с вручением ордена Ленина и золотой медали «Серп и Молот».
В 1967 году за успехи, достигнутые в области сельского хозяйства, в честь пятидесятилетия Октябрьской революции колхозу имени Фрунзе было присуждено Памятное Знамя ЦК КПСС, 123 колхозника награждены орденами и медалями. Трудовой коллектив хозяйства неоднократно завоевывал первые места во Всесоюзном социалистическом соревновании.
Неоднократно избирался в состав обкома и райкома КПСС, депутатом областного, районного, сельского советов народных депутатов. Депутат Совета Союза Верховного Совета СССР 8-9 созывов (1970-1979) от Липецкой области. В Верховный Совет 9 созыва избран от Грязинского избирательного округа № 226 Липецкой области; член Планово-бюджетной комиссии Совета Союза.
Погиб 25 мая 1985 года в автомобильной катастрофе.

## Память
17 февраля 2005 года, в день 80-летия А. Ф. Астанкова, его имя было присвоено Верхне-Матреновской средней школе.

## Награды и достижения
Награждён орденами Ленина (23.06.1966), орденом Октябрьской революции, орденом Трудового Красного Знамени, золотой медалью «Серп и Молот», медалями, Почётными грамотами.